# Uvella virescens
Uvella virescens, jedna od dviju vrsta zelenih algi iz roda Uvella, porodice, reda i razreda incertae sedis. Opisana je 1827. Slatkovodna je vrsta.